# Hamidreza Badkan
Hamidreza Badkan (pers. حمیدرضا بادکان;ur. 1999) – irański zapaśnik walczący w stylu klasycznym. Pierwszy w Pucharze Świata w 2022 roku. 